# Prêtre obituaire

Les prêtres obituaires étaient des membres du clergé catholique voués à la célébration des obits, les messes et  prières collectives pour le salut des défunts.

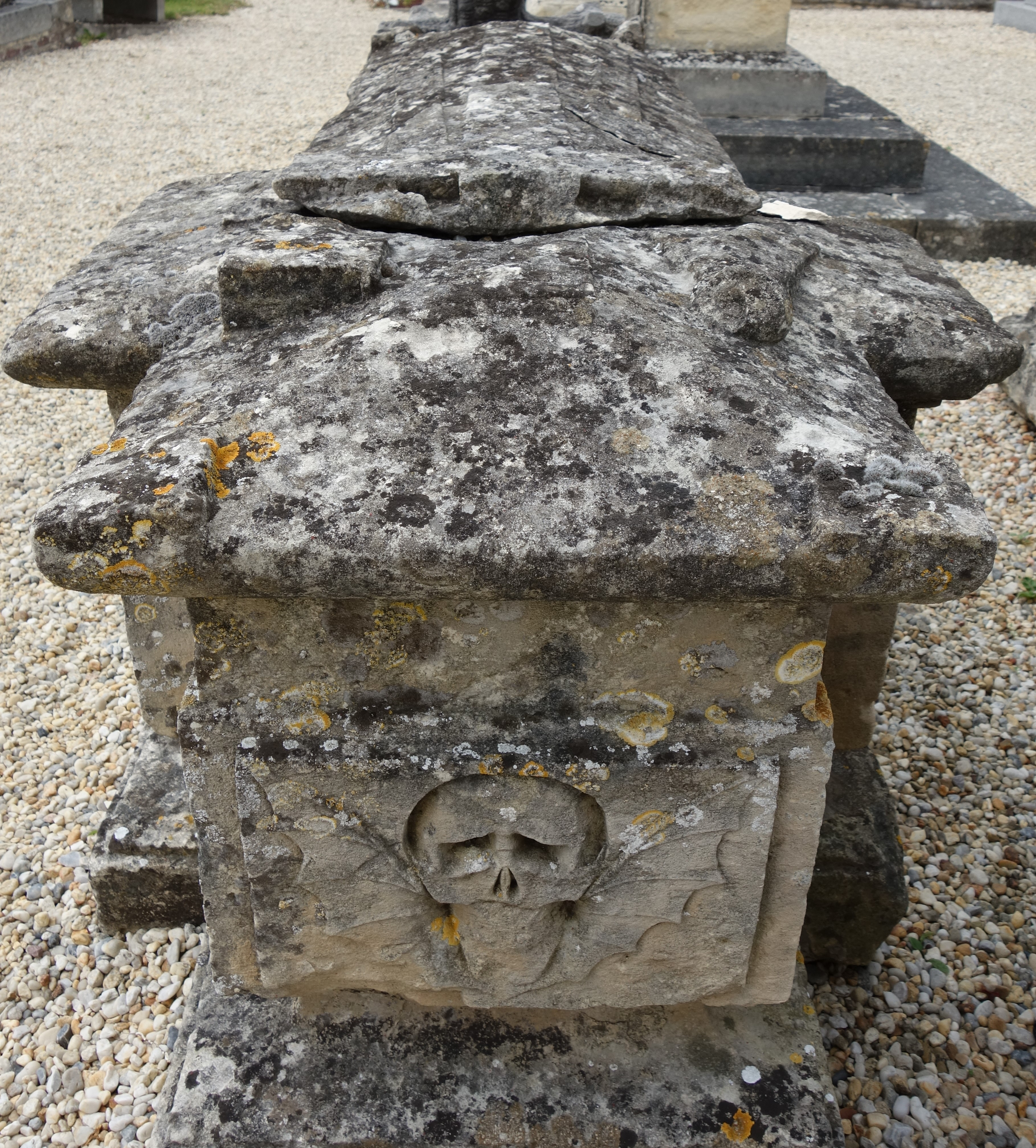
Tombe d'un obitier.

  Ils étaient rétribués par des dons ou des fondations annuelles ou perpétuelles prodiguées par des Catholiques soucieux du salut de leur âme après leur mort. Ils se sont répandus en Europe vers le XIIIe siècle. Le schisme en Angleterre et la Réforme dans les autres pays Européens majoritairement protestants a mis fin à leur existence au milieu du XVIe siècle. En France ils ont disparu après la Révolution. En Espagne et dans son empire colonial la chute des fondations au début du XIXe siècle cause la fin de l'existence des célébrants de messes pour les défunts.

## Définition
La dénomination de prêtre obituaire, reflète parfaitement la réalité de ces religieux ordonnés prêtres mais dont la principale et parfois unique occupation est de célébrer des Messes et prières pour les morts. Elle permet de recouper les différentes catégories d'ecclésiastiques exerçant cette fonction dans les provinces françaises mais aussi dans les autres pays Européens.

## En France

### Du Moyen Âge auXVIIIesiècle
L'existence du purgatoire est reconnue officiellement par la décision d'un concile en 1274. C'est un passage quasiment obligé pour les âmes qui échappent à l'enfer. L'espoir d'accéder au paradis et surtout d'abréger le séjour dans ces lieux de souffrance  pousse le croyant à faire dire messes et prières pour son salut et celui de sa famille,. Le culte des âmes du purgatoire apparaît au XIVe siècle en Provence autour d'Avignon où résidaient les Papes
Des chapelains chargés de célébrer les obits et d'honorer les fondations sont réunis en communauté  à l'église Saint-Pierre de Caen dès 1251,. Des fraternités de prêtres naissent entre le XIIIe siècle et le XVe siècle en Normandie, en Bretagne, en Anjou, en Bourgogne, Franche-Comté, Lorraine, dans la Marche, le Limousin, l'Auvergne , le Rouergue et tout le sud-ouest. Elles sont présentes aussi dans le diocèse de Lyon qui comprenait les départements du Rhône, la Loire, l'Ain et débordait sur quelques autres limitrophes. Le nombre de ces fraternités ne cesse de grimper au cours du XVe siècle pour atteindre son apogée au XVIe siècle.
À partir de la deuxième moitié du XVe siècle. et jusqu'au XVIIIe siècle le clergé dans son ensemble devient pléthorique dans certaines régions françaises notamment en Normandie et en Auvergne. Les prêtres qui n'ont pas obtenu le bénéfice d'une cure ni de poste de vicaire ou de professeur de collège trouvent une occupation dans la célébration des obits.
Au XVIIIe siècle les fondations obituaires se font plus rares et le nombre des prêtres qui en vivaient diminue considérablement.
Le décret du 12 juillet 1790 réforme le clergé. Les prêtres sont dorénavant rétribués par l'État. Les prêtres obituaires disparaissent complètement.

### Un clergé à part
Les prêtres obituaires n'ont pas de devoirs directs envers les paroissiens mais ils établissent une connexion très forte entre le monde des vivants et celui des morts. Les vivants donnent de l'argent ou des biens à l'église de leur paroisse pour que leur âme immortelle et celles de leurs parents soient délivrées de l'enfer et du purgatoire. Les âmes ainsi sauvées peuvent alors intercéder en faveur de celle de leurs proches. Bien que ces prêtres soient très nombreux ils sont rarement mentionnés dans les comptes rendus de visite pastorale,. Ils sont souvent en surnombre dans les paroisses et figurent au dernier rang de la hiérarchie du clergé. Ils habitent dans leur famille, parfois louent  une chambre chez un particulier. Ils doivent d'abord s'acquitter de leurs fonctions obituaires mais on peut leur demander d'accomplir d'autres tâches comme de confesser les fidèles, de faire l'école ou d'assister les malades s'ils ont la formation nécessaire ce qui n'est pas souvent le cas jusqu'au XVIIIe siècle.

Selon la richesse des paroisses la célébration des obits est assurée par un ou plusieurs prêtres. Quand ils sont très nombreux ils s'assemblent dans des sociétés qu'on retrouve en grand nombre dans le midi de la France. Les autres s'ajoutent simplement au personnel de la paroisse.

#### Les prêtres Habitués
Les prêtres habitués se rencontrent un peu partout en France notamment en Bretagne. On les qualifie aussi de « natifs », ou de « choristes », car ils doivent chanter à toutes les messes. Ces prêtres n'ont pas de rôle défini dans la paroisse. Leur existence n'est justifiée et maintenue que par les fondations d'obits. Ils peuvent devenir incontrôlables quand ils forment un groupe important dans la paroisse .
Dans les campagnes, les prêtres obituaires sont moins nombreux qu'en ville où ils pullulent. Ils peuvent tout de même être plusieurs dans certains villages. On les nomme « obitiers » dans le Calvados, , dans la région de Soissons  et dans l'Aude. Certains de ces prêtres sont itinérants car ils ne disposent pas de revenus fixes. Dans les villages plus modestes où le nombre des obits est réduit, ceux-ci peuvent être acquittés par le curé lui-même ou son vicaire. Dans les régions très pauvres comme le Pays de Caux au XVIIIe siècle, il n'y a pas d'obitier.

#### Les chapelains des chapellenies
Certains chapelains, appelés chapelains fondés par quelques auteurs,, vivent aussi en grande partie des revenus suscités par la peur de l'au-delà. Par exemple Elisabeth, comtesse de Flandre, crée en 1182 une charge de chapelain pour « servir Dieu à perpétuité pour le salut de son âme, de celles de ses ancêtres et de sa descendance ». Ces chapelains ne disposent pas forcément d'une chapelle qui leur soit propre mais les messes, qu'elles soient quotidiennes, hebdomadaires ou mensuelles, doivent être dites à un autel fixe particulier désigné dans l'acte de fondation de la chapellenie. De même que les prêtres qui ont obtenu une cure, ils disposent d'un bénéfice qui leur assure un revenu régulier.

#### Les sociétés de prêtres obituaires
Dans certaines régions françaises les prêtres obituaires s'assemblent, sans toutefois vivre en commun, dans des sociétés ou fraternités. Tous fils de la paroisse, car ils y sont nés et baptisés, ils assurent un lien familial privilégié et fort entre les vivants et les morts. Au fil des siècles ces sociétés se dotent de statuts qui en règlent l'organisation. Les prêtres doivent connaître le plain-chant pour pouvoir donner de la solennité aux offices où leur présence est contrôlée. Astreints au célibat comme tous les membres du clergé, ils doivent observer des règles strictes de bonne conduite qu'ils ne respectent pas toujours. Ils portent divers noms :
- Prêtres filleuls en Limousin, Quercy[9] et en Auvergne où ils peuvent également être « communalistes » car ils se partagent certains revenus. Jusqu'au début du XVIIe siècle, ils sont incultes[16]. À partir de la seconde moitié de ce siècle certains communalistes sont à même de faire l'école[29].
- Enfants-prêtres du diocèse de Bourges en Berry et de celui de Toul en Lorraine[30].
- Purgatoriers ou prêtres du Purgatoire du Sud-Ouest de la France[1]. Des « consorces » se créent  dans le diocèse de Toulouse. Après le Moyen Âge les consorcistes ne sont plus nécessairement natifs de la paroisse et disparaissent progressivement au cours du XVIIe siècle[31].
- les Mépartistes ou Familiers en Bourgogne. Quelques comptes-rendus de visites épiscopales mentionnent le Mépart de Paray-le-Monial et exigent des règles plus strictes pour les sociétaires[32].

Les fadernes  ou messaus du pays gascon existaient depuis le XIe siècle. Elles regroupaient des prêtres de plusieurs paroisses. Les obits sont devenus leur principale source de revenus au XVe siècle. Bien d'autres types de sociétés de prêtres sont voués au service des prières et messes pour le repos des défunts dans d'autres régions comme en Provence.
La plupart de ces fraternités ont un rôle économique important. Elles servent de sociétés de crédit qui prêtent de l'argent à des taux raisonnables mais aussi avancent parfois des semences, du blé, en période de mauvaises récoltes.

## En Angleterre
Les prêtres des chantreries.
Comme en France des messes obituaires pouvaient être dites par des prêtres déjà en place, curé ou vicaire d'une église paroissiale ou d'une institution ecclésiastique.
Vers le XIIIe siècle quand les monastères ont été dans l'impossibilité de faire face aux trop nombreuses demandes de services obituaires, les laïcs ont créé des chantreries soutenues par des fondations temporaires ou perpétuelles, .
Les fondations perpétuelles sont servies par trois sortes de chantreries :
- Un bénéfice assure le maintien d'un prêtre chargé de célébrer des messes, au moins une par jour, dans un lieu précis ; une chapelle ou à l'autel  d'une église paroissiale, collégiale ou d'une cathédrale. Ce prêtre  a des revenus fixes et garde son indépendance vis à vis du curé même s'il doit participer aux offices du lieu. La plupart du temps le prêtre appartient à la famille du fondateur qui assure ainsi un revenu à son parent.
- Une association de laïcs chargée par le ou les donateurs de gérer les legs destinés à rémunérer les messes et prières recrute les prêtres. Les membres de ces associations sont des marguilliers, appartiennent à une guilde ou aux conseils chargés de l'administration de la ville[37].
- Une institution ecclésiastique rétribue à sa discrétion un membre du clergé[38].

Les prêtres des chantreries chantaient à toutes les autres messes et pouvaient remplir diverses tâches comme celle d'enseigner. Les chantreries  ont commencé à disparaître au moment de la réforme anglaise  d'Henri VIII et ont été définitivement dissolues en 1545 et 1547 sous le règne d'Édouard VI. On peut encore trouver des maisons autrefois réservées aux prêtres des chantreries , ces bâtiments servaient aussi de local pour de petites écoles. Les très nombreuses chapelles dans les églises témoignent aussi de l'activité des prêtres obituaires.

## En Allemagne
Au moins dans le nord de l'Allemagne, trois types de prêtres obituaires sont sensiblement semblables à ceux que l'on rencontre en Angleterre :
- Le prêtre chargé des obits est complètement sous l'autorité du titulaire de la paroisse et les biens donnés par le fondateur appartiennent à l'église.
- Sous le régime de la Commenda ou Befehlung le prêtre obtient une charge temporaire et reste sous l'autorité d'un laïc : fondateur du bénéfice et ses héritiers.
- Une Commenda permanente ou Lehnung est accordée au prêtre, mais celui-ci est sous l'autorité de l'église. Au fil du temps, contrairement au cas anglais, les laïcs regagnent de l'influence sur le tenant du bénéfice.

La Commenda est administrée par des curateurs laïcs qui sont en général membres du Rat ou de l'équipe paroissiale. Ils choisissent et rémunèrent le prêtre,.

## En Espagne
Le capellán
En Espagne les demandes de messes pour le salut des défunts se multiplient vertigineusement au XIIIe siècle comme partout en Europe. Les services sont assurés par des chapelains, titulaires de capellanias.
Les premiers chapelains qui vivent des fondations créées pour le salut des âmes des fondateurs apparaissent au XIVe siècle et leur nombre explose entre le XVIe siècle et la deuxième moitié du XVIIIe siècle.
À la fin du XVIIe siècle, il y avait 200 000 chapellenies en Espagne.
En 1763 des mesures sont prises pour interdire la création  de nouvelles chapellenies. À partir de 1820 les chapellenies commencent à disparaître.
On distingue deux sortes de chapellenies :
- Les collectives ou ecclésiastiques : créées à l'initiative de l'évêque pour pourvoir à la demande excessive de messes pour les défunts. les biens utilisés pour rémunérer les chapelains appartiennent à l'église et sont gérés par elle,
- Les laïques, elles sont fondées par des particuliers. Les terres, fermes, moulins qui servent à alimenter les rentes de la chapellenie restent en la possession du fondateur qui choisit un membre de sa famille comme chapelain même s'il n'est pas encore encore prêtre mais sous réserve qu'il soit ordonné plus tard. Ce système permet de préserver les biens familiaux, d'assurer la subsistance des cadets  mais aussi  d'afficher le prestige du clan[44].

## Dans les territoires de l'empire espagnol en Amérique
Au XVIe siècle l'Espagne étend son emprise politique, économique et religieuse sur les nouveaux territoires convertis en vice-royautés notamment en Nouvelle-Espagne. Les conquérants imposent leur religion catholique aux populations indigènes, leur inculquant la peur de l'enfer et le désir d'écourter leur séjour au Purgatoire considéré comme l'antichambre du ciel en faisant célébrer des messes. C'est le but des « capellanías de misas »   
qui se généralisent dans les colonies espagnoles à partir de la fin du  XVIe siècle après le Concile de Trente. Elles connaissent une forte expansion pendant les deux siècles suivants et tombent progressivement en désuétude au XIXe siècle.
Comme en Espagne, le fondateur d'une chapellenie assure souvent l'avenir d'un de ses fils ou neveux par la création d'une rente perpétuelle. Le chapelain peut bénéficier d'une partie de cette rente même s'il n'est pas encore ordonné prêtre. Les messes sont alors confiées à d'autres membres du clergé. Les chapellenies ont eu une grande importance dans l'économie de la Nouvelle Espagne par le rôle qu'elles ont joué sur le crédit bancaire.
Les autres vice-royautés d'Amérique du sud ont également été touchés par l'explosion des fondations pieuses et la multiplication de charges de prêtres obituaires. C'est le cas en Argentine avec les « clérigos particulares » ; les "prêtres particuliers". Des études sur le sujet ont été menées dans d'autres régions d'Amérique du Sud comme le Pérou, le Chili, la vice-royauté de Rio de la Plata, la Colombie.